# Tânia Soares
Tânia Soares é uma jornalista e política brasileira, que exerceu mandato como deputada federal suplente pelo PCdoB-SE, tendo substituído Marcelo Déda em 4 de janeiro de 2001. Em 2007, ela foi empossada deputada estadual de Sergipe. Foi a primeira mulher a exerceu mandato pelo Sergipe na Câmara de Deputados do Brasil.

## Carreira política
Tânia Soares foi vereadora em Aracaju de 1996 a 2001, deputada estadual em 2004 e deputada federal (2001-2003).